# Iowa Falls
Iowa Falls är en stad (city) i Hardin County, i delstaten Iowa, USA. Enligt United States Census Bureau har staden en folkmängd på 5 207 invånare (2011) och en landarea på 13,9 km².